# Філіу
Філіу (рум. Filiu) — село у повіті Бреїла в Румунії. Входить до складу комуни Бордей-Верде.
Село розташоване на відстані 128 км на північний схід від Бухареста, 46 км на південний захід від Бреїли, 126 км на північний захід від Констанци, 63 км на південний захід від Галаца.